# 天主教大同教区
大同教区（Dioecesis Tatomensis）是罗马天主教在中国山西省设立的一个教区。

## 历史
1922年3月14日，从山西北境代牧区分设大同府宗座监牧区，属比利时圣母圣心会管理，首任主教为高东升。1932年6月17日，升格为大同府代牧区。1946年4月11日，升格为大同教区。

## 主教
- 高东升（Josephus Hoogers, C.I.C.M.）  1923-1932
- Franciscus Joosten, C.I.C.M.  1932-1947
- 郭印宫主教

## 信徒
1950年，大同教区信徒7,702人。